# Macedońska I Liga
Macedońska I Liga (oficjalna nazwa:Македонска прва лига, Makedonska prva liga) – profesjonalna liga koszykarska najwyższej klasy rozgrywkowej w Macedonii Północnej, założona w 1992 roku.
Przed powstaniem ligi zespoły macedońskie rywalizowały w lidze jugosłowiańskiej, o mistrzostwo tamtego, nieistniejącego już kraju. Liga powstała rok po uzyskaniu przez Macedonię niepodległości.

## Zespoły
Sezon 2015/16
| Zespół             | Miasto    | Hala                                | Barwy |
| ------------------ | --------- | ----------------------------------- | ----- |
| Feni Industries    | Kawadarci | Jasmin                              |       |
| Karpoš Sokoli 2000 | Skopje    | Centrum sportowe „Boris Trajkowski” |       |
| Kožuv              | Gewgelija | 26-ti Aprli                         |       |
| Kumanovo 2009      | Kumanowo  | Sports Hall Kumanovo                |       |
| MZT Aerodrom       | Skopje    | Jane Sandanski Arena                |       |
| Rabotnički         | Skopje    | Gradski Park                        |       |
| Strumica           | Strumica  | Park                                |       |
| Best               | Gewgelija | 26-ti Aprli                         |       |

|  | Zespoły uczestniczące w rozgrywkach Ligi Adriatyckiej |

## Finały
| Sezon   | Mistrz             | Wynik | Wicemistrz          | Lider sezonu regularnego |
| ------- | ------------------ | ----- | ------------------- | ------------------------ |
| 1992/93 | Godel Rabotnički   | 3-2   | MZT Aerodrom Hepos  |                          |
| 1993/94 | Godel Rabotnički   | 3–2   | Kočani Delikates    |                          |
| 1994/95 | Godel Rabotnički   | 3-2   | Kočani Delikates    |                          |
| 1995/96 | Godel Rabotnički   | 3-0   | MZT Aerodrom        |                          |
| 1996/97 | Godel Rabotnički   | 4-1   | Žito Vardar         |                          |
| 1997/98 | Godel Rabotnički   | 3-2   | MZT Boss Aerodrom   |                          |
| 1998/99 | Godel Rabotnički   | 3-2   | MZT Boss Aerodrom   |                          |
| 1999/00 | Nikolfert          | 3-2   | Godel Rabotnički    |                          |
| 2000/01 | Feršped Rabotnički | 3-0   | MZT Aerodrom 2000   |                          |
| 2001/02 | Feršped Rabotnički | 4-2   | Kumanovo            |                          |
| 2002/03 | Feršped Rabotnički | 4-0   | Polo Trejd          |                          |
| 2003/04 | Feršped Rabotnički | 4-1   | MZT Aerodrom        | MZT Aerodrom             |
| 2004/05 | Feršped Rabotnički | 4-2   | Vardar Osiguruvanje | Vardar Osiguruvanje      |
| 2005/06 | Feršped Rabotnički | 4-1   | Vardar Osiguruvanje | Feršped Rabotnički       |
| 2006/07 | Strumica 2005      | 4-1   | Feršped Rabotnički  | Strumica 2005            |
| 2007/08 | Feni Industri      | 4-3   | Strumica 2005       | Feni Industri            |
| 2008/09 | Rabotnički         | 4-2   | Feni Industri       | Feni Industri            |
| 2009/10 | Feni Industri      | 4-3   | Vardar Osiguruvanje | Vardar Osiguruvanje      |
| 2010/11 | Feni Industri      | 4-1   | Rabotnički          | Feni Industri            |
| 2011/12 | MZT Aerodrom       | 4-1   | Feni Industri       | MZT Aerodrom             |
| 2012/13 | MZT Aerodrom       | 4-0   | Kozuv               | MZT Aerodrom             |
| 2013/14 | MZT Aerodrom       | 3-1   | Rabotnički          | MZT Aerodrom             |
| 2014/15 | MZT Aerodrom       | 3-0   | Kumanovo            | MZT Aerodrom             |

## Bilans finalistów
| Klub                | Mistrz | Rok                                                                                | Wicemistrz | Rok                                |
| ------------------- | ------ | ---------------------------------------------------------------------------------- | ---------- | ---------------------------------- |
| Rabotnički          | 14     | 1993, 1994, 1995, 1996, 1997, 1998, 1999, 2001, 2002, 2003, 2004, 2005, 2006, 2009 | 4          | 2000, 2007, 2011, 2014             |
| MZT Aerodrom        | 4      | 2012, 2013, 2014, 2015                                                             | 6          | 1993, 1996, 1998, 1999, 2001, 2004 |
| Feni Industri       | 3      | 2008, 2010, 2011                                                                   | 2          | 2009, 2012                         |
| Strumica 2005       | 1      | 2007                                                                               | 2          | 2003, 2008                         |
| Nikolfert Gostivar  | 1      | 2000                                                                               | /          | /                                  |
| Vardar              | /      | /                                                                                  | 2          | 2005, 2006                         |
| Kočani Delikates    | /      | /                                                                                  | 2          | 1994, 1995                         |
| Kožuv               | /      | /                                                                                  | 1          | 2013                               |
| Vardar Osiguruvanje | /      | /                                                                                  | 1          | 2010                               |
| Kumanovo            | /      | /                                                                                  | 2          | 2002, 2015                         |
| Žito Vardar         | /      | /                                                                                  | 1          | 1997                               |

## Nagrody
| Rok  | Nar.               | MVP                                 |
| ---- | ------------------ | ----------------------------------- |
| 2004 | Macedonia Północna | Ałeksandar Dimitrowski (Rabotnički) |
| 2007 | Macedonia Północna | Zlatko Gečevski (Strumica 2005)     |
| 2008 | Stany Zjednoczone  | Donald Cole (Feni Industri)         |
| 2011 | Serbia             | Dušan Knežević (Feni Industri)      |
| 2012 | Macedonia Północna | Todor Gečevski (MZT Aerodrom)       |
| 2013 | Macedonia Północna | Damjan Stojanovski (MZT Aerodrom)   |
| 2014 | Serbia             | Stefan Sinovec (MZT Aerodrom)       |
| 2015 | Macedonia Północna | Gjorgji Čekovski (Rabotnički)       |

| Rok  | Nar.                            | MVP                                                         |
| ---- | ------------------------------- | ----------------------------------------------------------- |
| 2001 | Macedonia Północna              | Gjorgji Čekovski (Rabotnički)                               |
| 2002 | Macedonia Północna              | Gjorgji Čekovski (Rabotnički)                               |
| 2005 | Macedonia Północna              | Toni Simić (Rabotnički)                                     |
| 2006 | Macedonia Północna              | Dime Tasovski (Rabotnički)                                  |
| 2007 | Macedonia Północna              | Zlatko Gocevski (Strumica 2005)                             |
| 2008 | Stany Zjednoczone               | Donald Cole (Feni Industri)                                 |
| 2010 | Macedonia Północna              | Damjan Stojanovski (Vardar Osiguruvanje)                    |
| 2013 | Macedonia Północna              | Todor Gečevski (MZT Aerodrom)                               |
| 2014 | Serbia                          | Stefan Sinovec (MZT Aerodrom)                               |
| 2015 | Macedonia Północna · Czarnogóra | Marko Simonowski (MZT Aerodrom) Sead Šehović (MZT Aerodrom) |